# ファアモツ国際空港
ファアモツ国際空港（ファアモツこくさいくうこう、フアアモトゥ-とも、英語: Fuaʻamotu International Airport、(IATA: TBU, ICAO: NFTF)）は、トンガ王国にある国際空港。

## 概要
トンガ最大の島トンガタプ島の南部にある空港で、首都ヌクアロファから21kmの位置にある。ファアモツ空港はもともと第二次世界大戦直前の1940年頃に作られた軍事用飛行場で、1970年代にジェット機の離着陸を可能にするため滑走路の拡張が行われた。
滑走路長の関係から、現在ボーイング767やエアバス A330クラスの着陸は可能だが、ボーイング747などそれ以上の規模のジェット機は着陸できない。
2022年1月15日に発生したフンガ・トンガ噴火災害では、津波と火山灰により空港が使用不能になった。同月17日からは滑走路に積もった火山灰の撤去が始まり、同月20日になってニュージーランドからの救援機（C-130輸送機）が噴火後初めて着陸した。

## 就航航空会社

### 国際線
| 航空会社                                       | 就航地                 |
| ---------------------------------------------- | ---------------------- |
| ニュージーランド航空                           | オークランド           |
| フィジー・エアウェイズ                         | ナンディ               |
| フィジー・エアウェイズ 運航は フィジー・リンク | スバ                   |
| ポリネシアン航空                               | チャーター便 アピア    |
| ヴァージン・オーストラリア                     | オークランド、シドニー |

### 国内線
| 航空会社       | 就航地                       |
| -------------- | ---------------------------- |
| リアル・トンガ | エウア、リフカ島、ヴァヴァウ |

### 就航都市一覧
トンガ国内
- エウア島、リフカ島、ヴァヴァウ諸島

ポリネシア
- ニュージーランド : オークランド
- サモア : アピア

その他オセアニア
- フィジー : ナンディ、スバ
- オーストラリア : シドニー